# Rika Kihira
Rika Kihira (紀平 梨花 Kihira Rika?) (Nishinomiya, 21 de julio de 2002), es una patinadora artística sobre hielo japonesa. Ganadora del Campeonato de Japón de 2017-2018 en nivel júnior y medallista de bronce en nivel sénior. Medallista de oro de la Final del Grand Prix de 2018-2019. Medallista de plata del Campeonato Nacional de Japón 2018-2019.

## Carrera

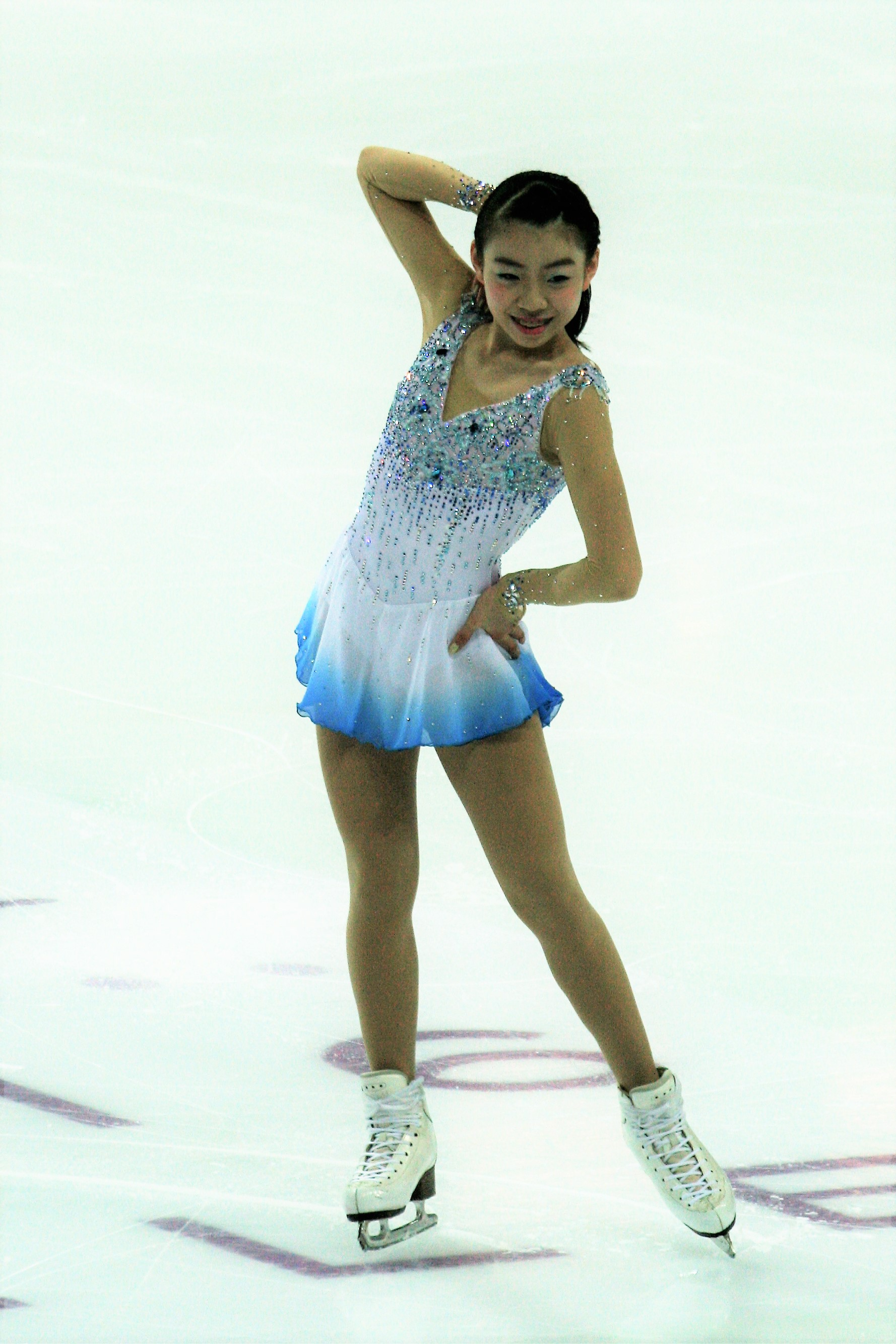
Kihira en la Final del Grand Prix Júnior de 2016.

Comenzó a patinar en el año 2007. Desde ese año es entrenada por Mie Hamada y Yamato Tamura en Takatsuki, Osaka. Hizo su debut en la prueba de Grand Prix Júnior en Ostrava, en la temporada 2016-2017. En la prueba de Grand Prix Júnior de Eslovenia, fue la única patinadora en hacer un salto triple axel en su programa libre. Calificó a la Final del Grand Prix Júnior en Marsella, donde obtuvo el cuarto lugar. Ganó la medalla de oro en el Trofeo de Asia de 2017, celebrado en Hong Kong.
Fue asignada a las pruebas de Grand Prix Júnior en Letonia e Italia. En la primera prueba obtuvo el segundo lugar detrás de la rusa Daria Panenkova. En la segunda prueba logró la medalla de bronce. Sus resultados la clasificaron a su segunda final de Grand Prix Júnior, evento celebrado en Nagoya, Japón. En la final de Nagoya, Kihira se convirtió en la primera patinadora en lograr un salto triple axel combinado con otro salto.

### Temporada 2018-2019: debut sénior
Kihira hizo su debut en el nivel sénior internacional en el Trofeo Ondrej Nepela 2018, un evento de la Challenger Series de la ISU. Ganó el oro con el primer lugar en los programas corto y libre. Debutó en la serie del Grand Prix en su primera asignación, el Trofeo NHK, donde se ubicó en quinto lugar en el programa corto y subió al primer puesto en el libre, ganó la medalla de oro. En su segunda prueba asignada, el  Internationaux de France,  Kihira se ubicó en el tercer puesto del programa corto y en el programa libre logró subir al primer lugar, ganó la medalla de oro y clasificó de manera automática a la Final del Grand Prix de 2018-2019, donde ganó la medalla de oro tras colocarse en primer lugar en el programa corto y libre.
Su participación en el Campeonato Nacional de Japón 2018-2019 le dio la medalla de plata, consiguió en su programa libre aterrizar un triple axel y un triple axel en combinación con un triple toe, obtuvo mejor marca personal en su programa libre y logró una calificación total de 223.76 puntos. Es parte del equipo nacional japonés para competir en el Campeonato de los Cuatro Continentes y el Campeonato Mundial de 2019.

### Programas
| Temporada | Programa corto                                                        | Programa libre | Exhibición                                 |
| --------- | --------------------------------------------------------------------- | --- | ------------------------------------------ |
| 2019-2020 | Breakfast in Baghdad de Ulf Wakenius Coreografía por Shae-Lynn Bourne | International Angel of Peace: - O virtus Sapientae de Hildegarda de Bingen, por Maya Beiser - Beirut taxi (de Syriana) por Alexandre Desplat - Wings of the eagle de Uttara-Kutu - Caravan on the move de Mike Batt - Mother tongue de Dead Can Dance - Sacred stones de Sheila Chandra - In a moment of greatness de Larry Groupé Coreografía por Tom Dickson |                                            |
| 2018-2019 | Clair de Lune de Claude Debussy Coreografía por David Wilson          | Beautiful Storm de Jennifer Thomas Coreografía por Tom Dickson | La Vie en rose de Édith Piaf               |
| 2017-2018 | Kung Fu Piano de The Piano Guys Coreografía por Tom Dickson           | La Strada de Nino Rota Coreografía por Jeffrey Buttle |                                            |
| 2016-2017 | Tzigane de Maurice Ravel Coreografía por Jeffrey Buttle               | Rhapsody in Blue de George Gershwin Coreografía por Tom Dickson | A Whole New World de Alan Menken, Tim Rice |
| 2015-2016 | Die Fledermaus de Johann Strauss II                                   | The Kiss of the Vampire de James Bernard |                                            |

### Resultados detallados

#### Nivel sénior
| Temporada 2019-2020         |                                           |                |                |          |
| Fecha                       | Evento                                    | Programa corto | Programa libre | Total    |
| 20-23 de febrero de 2020    | Copa Challenge 2020                       | 1 74.27        | 1 156.38       | 1 230.65 |
| 4-9 de febrero de 2020      | Campeonato de los Cuatro Continentes 2020 | 1 81.18        | 1 151.16       | 1 232.34 |
| 18-22 de diciembre de 2019  | Campeonato Nacional de Japón 2019         | 1 73.98        | 1 155.22       | 1 229.20 |
| 5–8 de diciembre de 2019    | Final del Grand Prix 2019-2020            | 6 70.71        | 4 145.76       | 4 216.47 |
| 22–24 de noviembre de 2019  | NHK Trophy 2019                           | 2 79.89        | 2 151.95       | 2 231.84 |
| 25–27 de octubre de 2019    | Skate Canada International 2019           | 1 81.35        | 2 148.98       | 2 230.33 |
| 5 de octubre de 2019        | Abierto de Japón 2019                     | –              | 3 144.76       | 2T       |
| 12–14 de septiembre de 2019 | CS Autumn Classic International 2019      | 1 78.18        | 1 145.98       | 1 224.16 |

- Las mejores marcas personales aparecen en negrita

| Temporada 2018-2019         | Temporada 2018-2019                                          | Temporada 2018-2019 | Temporada 2018-2019 | Temporada 2018-2019 |
| Fecha                       | Evento                                                       | Programa corto      | Programa libre      | Total               |
| --------------------------- | ------------------------------------------------------------ | ------------------- | ------------------- | ------------------- |
| 11–14 de abril de 2019      | Trofeo Mundial por equipos de la ISU 2019                    | 1 83.97             | 5 138.37            | 2 (equipo) 222.34   |
| 4–10 de marzo de 2019       | Campeonato Mundial de Patinaje Artístico sobre Hielo de 2019 | 7 70.90             | 2 152.59            | 4 223.49            |
| 21-24 de febrero de 2019    | Copa Challenge 2019                                          | 2 66.44             | 1 141.90            | 1 208.34            |
| 7–10 de febrero de 2019     | Campeonato de los Cuatro Continentes 2019                    | 5 68.85             | 1 153.14            | 1 221.99            |
| 20–24 de diciembre de 2018  | Campeonato de Japón 2018-2019                                | 5 68.75             | 1 155.01            | 2 223.76            |
| 6–9 de diciembre de 2018    | Final del Grand Prix 2018-2019                               | 1 82.51             | 1 150.61            | 1 233.12            |
| 23–25 de noviembre de 2018  | Internationaux de France 2018                                | 2 67.64             | 1 138.28            | 1 205.92            |
| 9–11 de noviembre de 2018   | Trofeo NHK 2018                                              | 5 69.59             | 1 154.72            | 1 224.31            |
| 19–22 de septiembre de 2018 | CS Trofeo Ondrej Nepela de 2018                              | 1 70.79             | 1 147.37            | 1 218.16            |

#### Nivel júnior
| Temporada 2017-2018               | Temporada 2017-2018                       | Temporada 2017-2018 | Temporada 2017-2018 | Temporada 2017-2018 | Temporada 2017-2018 |
| Fecha                             | Evento                                    | Nivel               | Programa corto      | Programa libre      | Total               |
| --------------------------------- | ----------------------------------------- | ------------------- | ------------------- | ------------------- | ------------------- |
| marzo 5–11 de 2017                | Campeonato del Mundo Júnior de 2018       | Junior              | 4 63.74             | 9 111.51            | 8 175.25            |
| 21–24 de diciembre de 2017        | Campeonato de Japón Júnior de 2017–18     | Senior              | 5 66.74             | 2 141.29            | 3 208.03            |
| 7–10 de diciembre de 2017         | Final del Grand Prix Júnior de 2017–18    | Junior              | 4 66.82             | 4 125.63            | 4 192.45            |
| 24–26 de noviembre de 2017        | Campeonato de Japón de 2017–18            | Junior              | 6 57.89             | 1 135.57            | 1 193.46            |
| 11–14 de octubre de 2017          | Grand Prix Júnior 2017 Italia             | Junior              | 2 66.72             | 3 119.09            | 3 185.81            |
| 6–9 de septiembre de 2017         | Grand Prix Júnior de 2017 Letonia         | Junior              | 6 55.05             | 1 125.41            | 2 180.46            |
| 2–5 de agosto de 2017             | Trofeo de Asia de 2017                    | Junior              | 1 60.26             | 1 122.80            | 1 183.06            |
| Temporada 2016-2017               |                                           |                     |                     |                     |                     |
| Fecha                             | Evento                                    | Nivel               | Programa corto      | Programa libre      | Total               |
| 8–11 de diciembre de 2016         | Final del Grand Prix Júnior de 2016–17    | Junior              | 5 54.78             | 3 120.38            | 4 175.16            |
| 18–20 de noviembre de 2016        | Campeonato de Japón de 2016-2017          | Junior              | 4 58.86             | 14 94.87            | 11 153.73           |
| 21–25 de septiembre de 2016       | Grand Prix Júnior de 2017 Eslovenia       | Junior              | 2 65.93             | 1 128.31            | 1 194.24            |
| agosto 31–3 de septiembre de 2016 | Grand Prix Júnior de 2016 República Checa | Junior              | 1 66.78             | 2 118.73            | 2 185.51            |